# Grand Champions Cup de voleibol masculino
El Grand Champions Cup de voleibol masculino fue una competición de voleibol entre selecciones masculinas organizada por la FIVB.

## Formato
A partir de 1993 la competición se disputaba cada cuatro años el año después de los Juego Olímpicos. En el torneo participaban seis equipos: Japón en cuanto país organizador, cuatro de los cinco campeones continentales de las confederaciones (AVC, CAVB, CEV, CSV,  NORCECA) y una wild card entregada por la FIVB. El criterio de elección de los cuatro campeones continentales era el siguiente: al final de cada edición de los Juegos Olímpicos se elaboraba un ranking de las confederaciones basado en los resultados obtenidos por los miembros de cada confederación en la misma cita olímpica. El campeón de la confederaciones que resultaba más débil era excluido de la edición de la Gran Championship Cup del año siguiente.
El ganador del torneo se decidía en una liguilla según el sistema de todos contra todos. El torneo dejó de disputarse en 2017.

## Campeones
| Año  | Sede  | Campeón | Finalista      | Tercero    |
| ---- | ----- | ------- | -------------- | ---------- |
| 1993 | Japón | Italia  | Brasil         | Cuba       |
| 1997 | Japón | Brasil  | Países Bajos   | Cuba       |
| 2001 | Japón | Cuba    | Brasil         | Yugoslavia |
| 2005 | Japón | Brasil  | Estados Unidos | Italia     |
| 2009 | Japón | Brasil  | Cuba           | Japón      |
| 2013 | Japón | Brasil  | Rusia          | Italia     |
| 2017 | Japón | Brasil  | Italia         | Irán       |

## Medallero
Actualizado hasta la edición de 2017.
| País           | Oro | Plata | Bronce | Total |
| -------------- | --- | ----- | ------ | ----- |
| Brasil         | 5   | 2     | 0      | 7     |
| Cuba           | 1   | 1     | 2      | 4     |
| Italia         | 1   | 1     | 2      | 4     |
| Países Bajos   | 0   | 1     | 0      | 1     |
| Estados Unidos | 0   | 1     | 0      | 1     |
| Rusia          | 0   | 1     | 0      | 1     |
| Yugoslavia     | 0   | 0     | 1      | 1     |
| Japón          | 0   | 0     | 1      | 1     |
| Irán           | 0   | 0     | 1      | 1     |